# Jayena
Jayena és un municipi situat en la part suroriental de la comarca de Alhama (província de Granada). Limita amb els municipis d'Agrón, Alhendín, El Padul, Albuñuelas, Otívar, Alhama de Granada i Arenas del Rey.